# Contea di Leonora
La contea di Leonora è una delle nove Local Government Areas che si trovano nella regione di Goldfields-Esperance, in Australia Occidentale. Si estende su di una superficie di circa 31.743 chilometri quadrati ed ha una popolazione di 4.190 abitanti.